# Leonardo Music Journal
O Leonardo Music Journal (LMJ) é um jornal acadêmico com publicação anual da MIT Press em parceria com a Leonardo Sociedade Internacional de Artes, Ciências e Tecnologia. A revista foi fundada em 1991 e publica trabalhos que relacionam tecnologia, artes sonoras e visuais, e multimédia. O editor-chefe atual é Roger Malina.
A revista se dedica a questões estéticas e técnicas na música contemporânea e nas artes sonoras, apresentando visões sobre estética, improvisação, comunidades musicais, performances ao vivo na era digital, e a política e filosofia da arte sonora. Cada volume ainda inclui obras escolhidas por um curador convidado para compor o repertório artístico da publicação.
O periódico apresenta artigos escritos por pesquisadores, professores, estudantes, musicistas, compositores e artistas preocupados com as questões supracitadas. Ele conta ainda com três grandes áreas editoriais: i) interação entre as novas tecnologias, música e arte sonora; ii) documentação das maneiras pelas quais a ciência e a tecnologia contemporâneas estão mudando a compreensão de som e música, bem como essas ferramentas podem ser relevantes para artistas contemporâneos; e iii) documentação de trabalhos que desenvolvem novas formas de arte multimédia. Além disso, a LMJ aborda questões teóricas e históricas relevantes para o som e a produção musical contemporânea.

## Indexação[3]
- Artes e Humanidades
- Música
- Ciência da Computação Aplicada
- Engenharia